# Nyeu jezik
Nyeu jezik (yeu, yoe; ISO 639-3: nyl), austroazijski jezik skupine mon-khmer, zapadnokatujske podskupine kuay-yoe, kojim govori oko 200 ljudi u provinciji Sisaket (ศรีสะเกษ) u jugoistočnom Tajlandu. 
Jedini je predstavnik podskupine kuay-yoe. Etnička grupa zove se Nyeu ili Yeu.

## Vanjske poveznice
- Ethnologue (14th)
- Ethnologue (15h)